# 李在炅
李在炅（韩语： I Jaegyeong，1999年11月25日—），韩国男子跳水运动员，2022年亚洲运动会男子双人3米跳板、男子双人10米跳台银牌得主和男子3米跳板铜牌得主、2024年世界游泳锦标赛混合双人3米跳板铜牌得主。他于2021年与前跳水运动员Kang Yu-na结婚。